# Emil Richli
Emil Richli (* 24. Oktober 1904 in Zürich; † 13. Mai 1934 ebenda) war ein Schweizer Bahnradfahrer.

## Leben

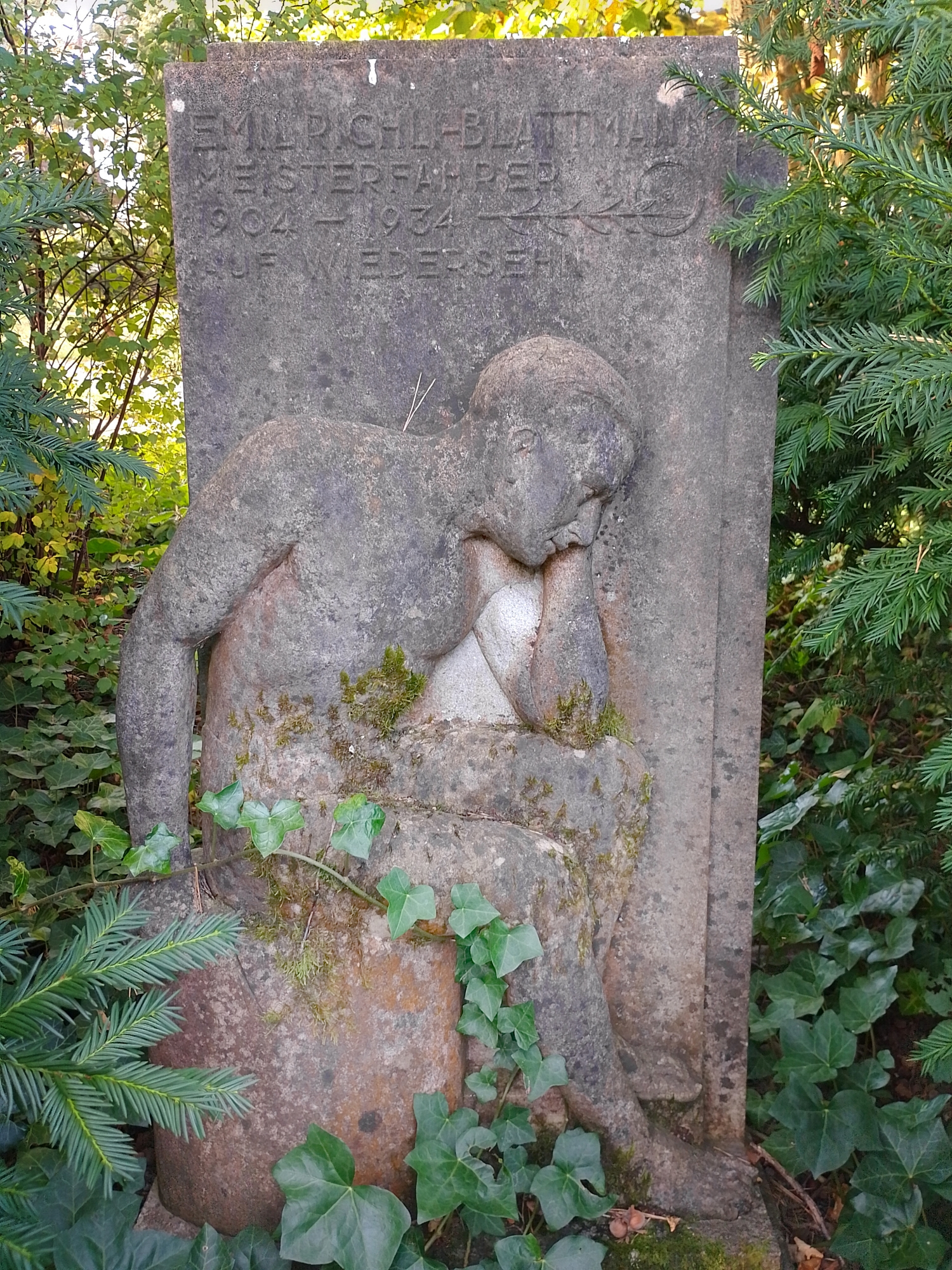
Grab Emil Richli, Friedhof Rehalp, Zürich

Von 1928 bis zu seinem Tode im Jahr 1934 war Emil Richli einer der stärksten Bahnradsportler der Schweiz. In diesen Jahren startete er bei 26 Sechstagerennen, von denen er sieben gewann, darunter zweimal das in Stuttgart, 1929 mit Pietro Linari und 1933 mit Jan Pijnenburg. Dreimal wurde er zwischen 1931 und 1933 in Folge Schweizer Meister der Profi-Sprinter.
Richli nahm an den Olympischen Spielen 1924 in Paris in der Mannschaftsverfolgung teil und belegte mit seinem Team (Gottfried Weilenmann, Ernst Leutert und Arnold Nötzli) Platz 5. Dieses Team war identisch mit der Meisterschaftsmannschaft des Radfahrer-Vereins Zürich, die im selben Jahr den nationalen Titel gewonnen hatte.
1934 trat Richli im Finallauf der Schweizer Sprint-Meisterschaften an, um den Titel gegen seinen «Schüler» Sepp Dinkelkamp auf der Radrennbahn Zürich-Oerlikon zu verteidigen. Er stürzte beim Start schwer und starb zwei Tage später im Krankenhaus.
Emil Richli fand seine letzte Ruhestätte auf dem Zürcher Friedhof Rehalp.

## Familiäres
Sein jüngerer Bruder Walter Richli war ebenfalls Radrennfahrer.